# Ângelo Martins
Ângelo Gaspar Martins (Porto, 19 d'abril de 1930 – 11 d'octubre de 2020) fou un futbolista portuguès de la dècada de 1960.
Fou 20 cops internacional amb la selecció portuguesa. Pel que fa a clubs, defensà els colors de SL Benfica. Va jugar com a titular la final de la Copa d'Europa de 1961, que el Benfica va guanyar contra el FC Barcelona per 3 a 2 al Wankdorf Stadium de Berna, la primera final de la Copa d'Europa que jugaven qualsevol dels dos equips. També va jugar com a titular la final de la Copa d'Europa de 1962, que el Benfica va guanyar contra el Reial Madrid per 5 a 3 a l'Estadi Olímpic d'Amsterdam, la segona victòria consecutiva de l'equip portuguès en la competició.

## Palmarès
Benfica
- Primeira Liga: 1954-55, 1956-57, 1959-60, 1960-61, 1962-63, 1963-64, 1964-65
- Taça de Portugal: 1952-53, 1954-55, 1956-57, 1961-62, 1963-64
- Taça de Honra (1)
- Copa d'Europa de futbol: 1960-61, 1961-62